# Araucària de Norfolk
L'araucària de Norfolk, arbre de pisos o pi de pisos (Araucària heterophylla), és una espècie de conífera de la família de les araucariàcies.
Addicionalment pot rebre els noms de centpisos i piser.
La seva bellesa exòtica ha fet que s'hagi cultivat i comercialitzat a tot el món, a zones amb clima tropical i subtropical, com a planta ornamental exterior i també, mentre és jove, com a planta d'interior cultivada en test. Les araucàries de Norfolk joves tenen un brancatge molt simètric i per això, a alguns països, són molt utilitzades com arbres de Nadal.

## Etimologia
El nom científic de l'Araucaria de Norfolk és Araucaria heterophylla (Salisb.) Franco. El nom Araucaria ve de la paraula xilena “arauco” amb la que es designa una regió del Sud de Xile a on creix Araucaria araucana que és una altra espècie del mateix gènere. L'atribut heterophylla significa “fulles diferents”. Aquest atribut del nom científic deriva de la variació en la forma de les fulles entre les plantes joves i la de les fulles de les plantes adultes. La denominació Araucaria excelsa és utilitzada molt sovint com a sinònim, però cal considerar que és actualment un nom comú i no un nom científic.
Araucària heterophylla pertany a un gènere d'arbres que ja existien al Juràssic fa 200 milions d'anys. El primer europeu a veure aquest arbre va ser sir Joseph Banks, en un viatge amb el capità James Cook, l'any 1774. i va ser introduït a Anglaterra l'any 1793.

## Morfologia
L'araucària de Norfolk és una planta conífera perennifòlia. És un arbre alt fàcilment identificable pel seu brancatge horitzontal, bàsicament simètric i verticil·lat.
Encara que de vegades se la denomina com a “pi”, aquesta espècie, com la resta de membres de la família de les araucariàcies. És diferencien clarament per les fulles (les fulles aciculades de l'Araucària de Norfolk són rígides i acabades en un mucró) i pel nombre de llavors a cada escata dels cons femenins (els cons femenins de l'araucària de Norfolk només tenen un òvul per escata, es diu que tenen escates ovulíferes).
L'araucària de Norfolk té un port cònic, simètric i a la part superior, les branques erectes cap amunt. Els arbres joves (fins a 40 anys) tenen una forma quasi simètrica. Quan arriba a la maduresa el seu port pot ser menys simètric.
És un arbre amb un gran tronc rectilini, amb escorça llisa o una mica escamosa, exfoliant en petites esquames, de color grisenc-marró. L'araucària de Norfolk no perd el seu port i el seu tronc no es deforma per l'efecte del vent.
Fora del seu medi natural, l'araucària de Norfolk té una alçada entre 10-25 m, però pot arribar a fer fins a 50-65 m i 1,25-1,75 m de circumferència. Té un creixement lent, sobretot quan és molt jove i, per això, es fa servir com a planta d'interior. L'Araucària de Norfolk apareix en algun registre d'arbres grans.
Aquesta conífera es reconeix per les seves branques que creixen en un pla horitzontal o lleugerament oblic i estan disposades regularment en verticils. També és reconeguda fàcilment per la simetria de les seves branques, que en número de quatre a set per pis, arriben a fer un pentàgon perfecte. L'horitzontalitat de les branques no es veu alterada pel fort vent del litoral, a diferència d'altres espècies d'arbres. Una altra característica que diferencia aquest arbre de les pinàcies és la seva habilitat per regenerar branques caigudes i per la protecció que fan, durant la fase juvenil, de l'àpex de creixement, que queda envoltat per un grup de branques que el sobresurten. Es pensa que podrien ser adaptacions per evitar desaparèixer menjades per herbívors.
Les fulles son sèssils i gruixudes. El seu fullatge és dimòrfic: les fulles joves són incurvades, verdes clar i en forma d'agulla de fins a 1,2 cm de llarg; les fulles adultes són en forma d'escames, de 4-5 mm de llarg, incurvades, densament disposades en forma espiral, de color verd fosc brillant, en branquetes fèrtils superposades, àmpliament ovades, amb punta d'espina dorsal de 6 mm de llargària per 4-6 mm d'amplada.
Pel que fa als òrgans de reproducció, l'Araucària de Norfolk és un arbre habitualment dioic (flors masculines i femenines a diferents peus) encara que també pot ser monoic. Les flors masculines brunes, insignificants disposades en estructures en forma de pinya de 4 cm de llarg en raïm; les femenines en forma de pinyes de 10-13 cmx10cm, verds. Els estròbils femenins són solitaris, més o menys erectes, i pesats, les escates ovulíferes, cadascuna amb un òvul, i les llavors grans.
L'araucària de Norfolk compta amb un sistema de pol·linització del tipus anemòfila, és a dir que es realitza amb la intervenció del vent i la manca de vents alisis quan el pol·len és madur dona com a resultat poques llavors fèrtils i una mala collita. El període de pol·linització dura dos o tres mesos l'any i transcorregut el procés de fertilització, el con femení comença a endurir-se fins a la seva maduració 2-3 anys. Els fruits són cons ovoides, llenyosos, globosos de fins a 12 cm de diàmetre, que a la maduresa es desintegren per dispersar les llavors (pinyons). Els pinyons, de 2,5-3 cm de llargada per 1,2 cm d'amplada, amb ales amples, són comestibles i rics en hidrats de carboni. Eren consumits per les poblacions indígenes de l'illa de Norfolk.

## Distribució

Bandera de l'illa de Norfolk

L'Araucària de Norfolk és una planta endèmica de l'illa Norfolk, una petita illa al Pacífic (d'uns 10 km²) a uns 1500km a l'est d'Austràlia i de dues illetes properes. Aquest arbre és el símbol de l'illa Norfolk, cosa que es pot veure a la seva bandera: 3 franges verticals (verd, blanc, verd) i al centre, sobre el fons blanc, s'estampa el pi de Norfolk.
Avui dia també es troba a Bangladesh i a l'illa del Nord de Nova Zelanda.

## Ecologia
La família de les Araucariàcies està quasi restringida a l'Hemisferi Sud, des del sud-est d'Àsia a Austràlia, Nova Zelanda, i el sud de Sud-amèrica. La presència de l'Araucària de Norfolk a la natura és molt limitada. Aquesta espècie ha experimentat grans descensos històrics de població a la seva distribució natural perquè gran part del seu hàbitat natural s'ha anat destinant a l'agricultura i a ús residencial. A la mateixa illa de Norfolk, els boscos naturals han quedat molt reduïts i actualment els boscos d'Araucàries de Norfolk només es troben a la zona del mont Pitt (316 m) del parc nacional de l'illa de Norfolk. També hi ha un bosc d'Araucàries de Norfolk a l'illa Phillip. La vegetació natural d'aquesta illa va ser destruïda en gran part pels conills i altres animals introduïts a la dècada de 1970 i gairebé totes les Araucàries es van perdre. També hi ha registres històrics de la presència d'aquest arbre al petit illot de Nepean. Actualment no hi ha araucàries en aquest illot 
La Unió Internacional per a la Conservació de la Naturalesa (coneguda per les seves sigles en anglès UICN) considera que aquesta espècie és vulnerable en aplicació del criteri D2, és a dir, perquè té una àrea de distribució molt restringida i de caràcter insular, malgrat que darrerament els exemplars s'incrementen. La inclusió de l'Araucària de Norfolk a aquesta llista és més a causa de la molt limitada extensió i fragmentació del seu hàbitat que al fet que actualment disminueixin els exemplars. L'Araucària de Norfolk té una possibilitat d'extensió territorial naturalment limitada (EOO) i una àrea d'ocupació que també ho és (AOO). La UICN considera que després de la disminució històrica d'exemplars, no hi ha proves suficients d'una disminució actual. Tanmateix, el fet de la seva distribució restringida i de la seva dependència dels programes de conservació continuats per limitar l'impacte de les espècies invasores justifica per a la UICN que s'hagi inclòs aquesta espècie a la llista de plantes vulnerables (Norfolk Island Pine, iucnredlist.org, darrera consulta 13.13.2021).

## Taxonomia
El nom científic de l'Araucaria de Norfolk és Araucaria heterophylla (Salisb.) Franco. La seva primera denominació científica va ser Eutassa heterophylla Salisb., però posteriorment va ser reclassificat per Franco l'any 1952. La denominació Araucària excelsa, és actualment un nom comú.
L'Araucària de Norfolk/Araucaria heterophylla és una planta vascular que pertany a les gimnospermes. És una planta de la Divisió de les Pinophytes o Gymnospermae. Dins d'aquesta Divisió, l'Araucària heterophylla, pertany a la Classe Equisetopsida ''sensu lato'' (Chase & Reveal 2009) i, dins d'aquesta, segons la moderna classificació de Christenhusz et al. 2011 (CHRISTENH 2011), a l'Ordre de les Pinidae (referides sovint com coníferes). Dins d'aquest ordre, pertany a la Família de les Araucariaceae (mentre que els pins pertanyen a la Família de les Pinaceae). Les Araucàries és un dels 3 gèneres que componen aquesta família.
La Família de les Araucariaceae és molt antiga i va assolir la seva màxima diversitat durant els períodes juràssics i cretàcies, quan estava distribuïda a quasi tot el món. La major part de les Araucàceaes van desaparèixer de l'hemisferi nord quan es produí l'extinció del Cretaci-Paleogen i des de llavors l'Araucària de Norfolk es troba en estat natural exclusivament a l'hemisferi sud.
La classificació CHRISTENH 2011 també proveeix una seqüència lineal fins al gènere. Així, dins de la Família de les Araucariaceae, aquest científic inclou 3 gèneres (Agathis, Araucaria i Wollemia) que sumen 41 espècies que viuen al Sud-est d'Àsia i Filipines a Australàsia, Pacífic, sud de Sud-amèrica. En el gènere Araucaria, Christenhusz distingeix 8 gèneres, un dels quals és l'Araucaria heterophylla (Salisb.) Franco.

## Ús ornamental
Com a espècie ornamental, l'Araucària de Norfolk es pot trobar cultivada arreu del món, allà a on el clima sigui tropical o subtropical. És sensible al fred i no suporta les gelades. És un arbre resistent a la zona 9,5 (Navés i Argimón); el seu límit de resistència al fred és entre -3 i 0 °C.
L'aspecte distintiu i exòtic d'aquest arbre, amb les seves branques horitzontals i verticil·lades i el seu contorn simètric i triangular, ha fet que sigui una espècie àmpliament utilitzada als jardins càlids de tot el món com a exemplar aïllat, en particular a zones de gespa o en alineacions.
És un arbre ornamental molt popular a Austràlia, Nova Zelanda, Hawaii i Califòrnia, però amb la seva gran capacitat d'adaptació (a totes les condicions excepte el fred) actualment es planta, per exemple, a les regions de clima mediterrani humit. Es comercialitzen diferents cultivars amb diferents colors i formes: ‘Albospica', ‘Aurea Variegata', ‘Compacta', ‘Glauca', ‘Gracilis', ‘Leopoldii', ‘Monstrosa', ‘Muelleri', ‘Robusta', ‘Speciosissima' i ‘Virgata'.
Creix millor a altituds inferiors a 500m i amb pluja mitjana anual de 1270mm o més.
No és exigent amb el terreny, però prefereix un sòl drenat, àcid o neutre o alcalí, tolera la pedra calcària. Pel que fa a la profunditat, prefereix un sòl fèrtil o bastant ric i fresc. És resistent a la sequera i tolera molt bé el vent sense deformar-se. També tolera els ruixats amb salnitre del vent a la vora del mar.
L'època de plantació és molt variable segons el clima, pot ser a la tardor o a la primavera en zones més fredes o amb estius molt càlid, o tot l'any a zones amb clima suau.

## Importància econòmica i cultural

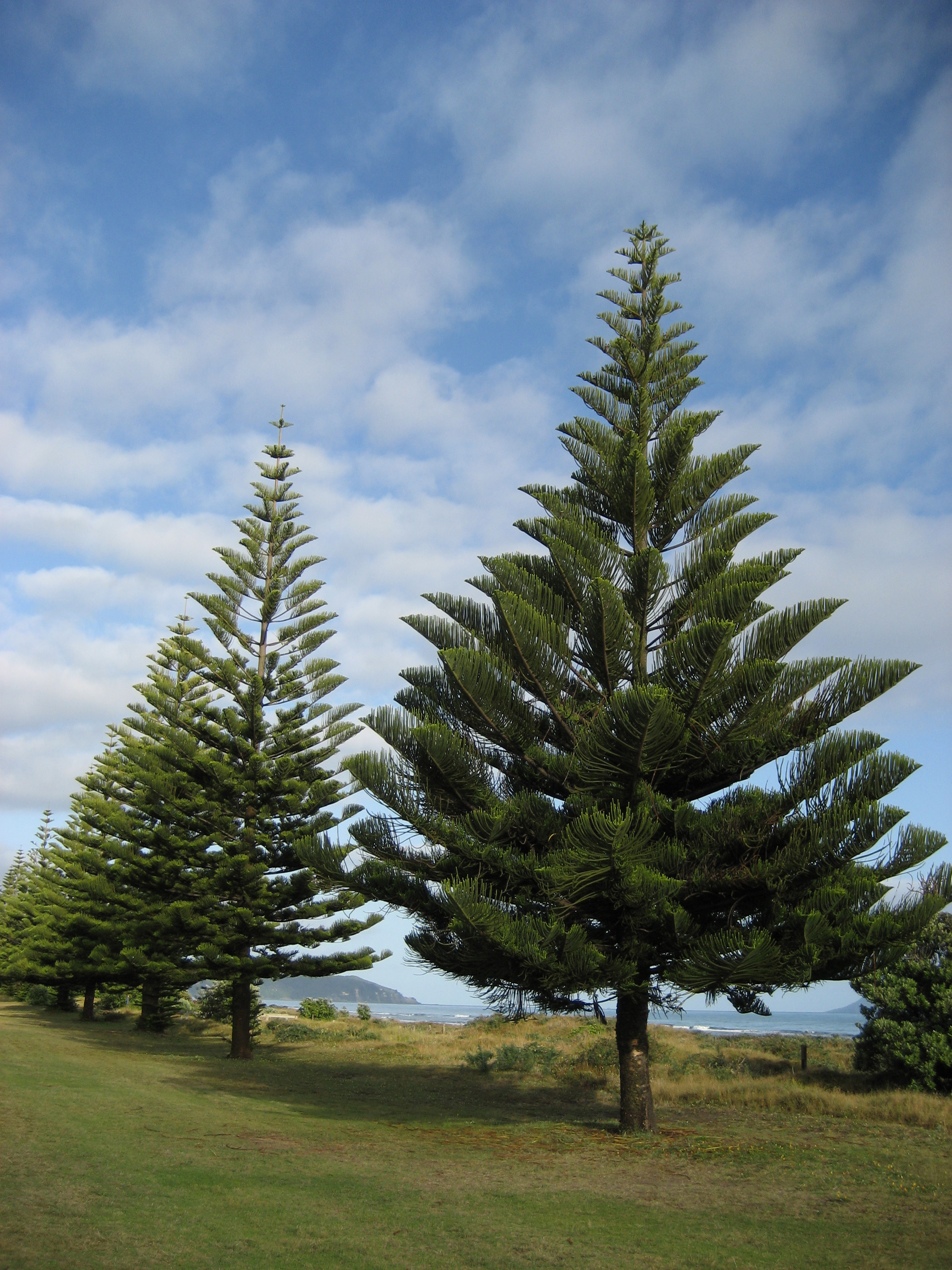
Exemplars joves

L'Araucària de Norfolk és un arbre que es cultiva amb finalitats comercials.
Es cultiva en gran quantitat com a planta de test per a la decoració d'interiors. El seu creixement inicial molt lent permet aquest cultiu en test. També es comercialitza com a arbre de Nadal tallat (a països a on no es comercialitzen pins). A l'interior, la planta necessita un lloc lluminós i fresc, sense exposició solar directa.
També es comercialitza com a planta per a jardins exteriors (vid. ús paisatgístic).
En ser un arbre tropical, la distribució de la seva reproducció amb fins comercials es concentra bàsicament a l'hemisferi sud, la costa de Florida, parts protegides de Califòrnia, petites parts més càlides de Texas i Arizona, les illes Hawaianes, Nova Zelanda, Austràlia, les illes de Norfolk, les Antilles Majors i Petites, Mèxic, Amèrica central, Amèrica del Sud, Àfrica, Singapur, Nova Guinea i Indonèsia. Actualment, les llavors es produeixen a Hawaii, el territori de l'illa de Norfolk, les illes Canàries, el Perú i el Brasil.
El gruix de la producció d'Araucàries de Norfolk es concentra a Florida que produeix plantes per interior.
A l'hora d'adquirir una planta cal distingir clarament que no es tracti d'una Araucaria columnaris (coneguda com a pi de Cook) produïda a Hawaii i que s'assembla molt. Molts dels suposats pins de Norfolk comercialitzats als Estats Units sòn en fet pins de Cook perquè les dues espècies van ésser confoses quan van ser introduïdes a Hawaii.
La reproducció es fa per llavor. Si es fa per esqueix (atès que té un creixement inicial molt lent) és preferible tallar brots terminals, però és molt difícil que agafin. Si es fan servir brots laterals s'obtindran plantes diformes que no creixent erectes.
La seva explotació per fer servir la fusta és actualment limitada. La fusta és blanca, dura, pesada i relativament resistent. Quan el Capità Cook, primer europeu en arribar a l'illa de Norfolk, va veure aquest arbre en el seu segon viatge al Pacífic l'any 1774 i va pensar que seria adequat per fer els màstils i les vergues de les veles dels més grans vaixells. Amb aquesta intenció, l'any 1788 es van portar condemnats des de la Gran Bretanya, però llavors es va comprovar que la fusta no era prou resistent per aquests usos. A finals dels anys 1950, fabricants de conglomerat de fusta van plantejar establir una indústria d'explotació de la fusta de l'Illa de Norfolk, després de fer unes proves exitoses, però llavors les autoritats d'aquesta illa van considerar que era una indústria no duradora i van decidir reservar la producció de fusta per un ús local. Es així com actualment, l'explotació forestal està regulada legalment, en l'illa de Norfolk, i la fusta produïda a Norfolk es destina al tornejat i l'artesania local.
A l'illa de Norfolk, la llavor és aliment per al lloro verd en perill d'extinció.

### Sobre taxonomia
- CHASE, M.& REVEAL, J. 2009. A phylogenetic classiﬁcation of the land plants to accompany APG III. Botanical Journal of the Linnean Society, 2009,161, 122–127 (PDF https://doi.org/10.1111/j.1095-8339.2009.01002.x) Consultat el 16 de desembre 2021
- CHRISTENHUSZ, M.J.M, REVEAL, J.L, FARJON, A., GARDNER, M.F, MILL, R.R, Y CHASE, M.W. 2011. A new classification and linear sequence of extant gymnosperms. Phytotaxa 19: 55-70. Referida com a classificació CHRISTENH 2011 (PDF https://helda.helsinki.fi/bitstream/handle/10138/28041/Christenhusz_2011_et_al_Phytotaxa19_Gymnosperms_55_70.pdf?sequence=2) Consultat el 16 de desembre 2021
- DEBAZAC, E.F. Manuel des conifères. 2e éd. NANCY: ÉCOLE NATIONALE DU GÉNIE RURAL, DES EAUX ET DES FORÊTS, 1991, pàgines 19-20 i 153-156.

### Altres qüestions
- ELLIOT, W.R. & JONES, D.L. Encyclopaedia of australian plants suitable for cultivation. 9 vols. + 5 suppl. PORT MELBOURNE: LOTHIAN BOOKS, 1989-2010, vol. 2, pàgina 54.
- LOGSDON, B. B., Growing the Norfolk Island Pine, Tree Planters' Notes - Volume 24, Number 2 (1973) (PDF https://rngr.net/publications/tpn/24-2/pdf.2005-06-21.8307064030/?searchterm=araucaria) Consultat el 16 de desembre 2021
- Norfolk Island National Park and Norfolk Island Botanic Garden Management Plan 2018-2028 (PDF https://www.awe.gov.au/parks-heritage/national-parks/norfolk-island-national-park/publications/management-plan-2018-2028%5BEnllaç+no+actiu%5D) Consultat el 16 de desembre 2021
- NAVÉS, F. 1995. El árbol en jardinería y paisajismo, Editorial Omega. Barcelona.Araucaria heterophylla, un arbre adult

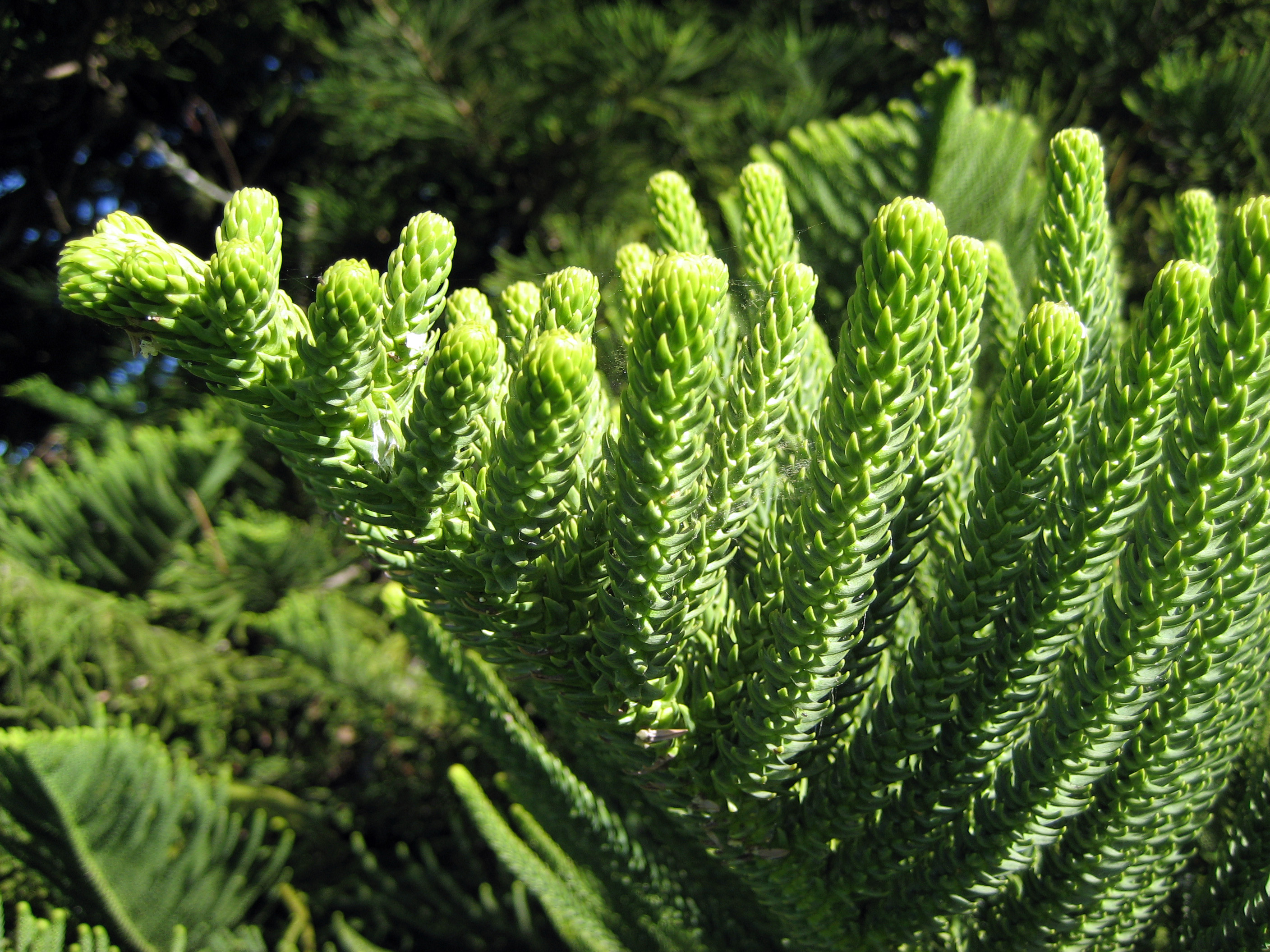
Araucaria heterophylla, un arbre adult